# Tingmannaleid
Tingmannaleid war ein großes Längenmaß auf Island. Es war die sogenannte Tagesreise, die geländeabhängige Abweichungen hatte. Die Meile kann mit 24.000 Fuß (Rheinländ.) zu etwa 0,3138495 Meter angesetzt werden.
- 1 Tingmannaleid = 5 Meilen (dänische = 7,5325 Kilometer) = 37,6625 Kilometer

Das Maß war auch in der Seefahrt gebräuchlich und hier war die Seemeile Grundlage.
- 1 Tingmannaleid = 3 Meilen (dän. See- = 1,852 Kilometer) = 5,558 Kilometer